# کاتالونیای شمالی

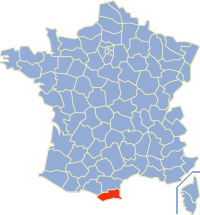
دپارتمان پیرنه-اورینتال

کاتالونیای شمالی (به کاتالونیایی: Catalunya (del) Nord؛ فرانسوی: Catalogne (du) Nord‎؛ اکسیتان: Catalonha (del) Nòrd)، کاتالونیای فرانسه یا روسیون به قلمرو زبانی و فرهنگی کاتالان‌ها در فرانسه اشاره دارد که توسط اسپانیا با امضای پیمان پیرنه در سال ۱۶۵۹ در ازای دست‌کشیدن مؤثر فرانسه از حمایت رسمی از جمهوری کاتالونیا به آن واگذار شد. مربوط منطقه دقیقاً در دپارتمان پیرنه-اورینتال امروزی قرار دارد.